# Neumark (Saksonia)
Neumark – gmina w Niemczech, w kraju związkowym Saksonia, w okręgu administracyjnym Chemnitz, w powiecie Vogtland.

## Współpraca
Miejscowość partnerska:
- Roetgen, Nadrenia Północna-Westfalia